# Franziska Konitz
Franziska Konitz (* 24. November 1986 in Berlin) ist eine deutsche Judoka.
Sie ist seit 2007 Angehörige der Bundespolizeisportschule Kienbaum, der Spitzensportfördereinrichtung der Bundespolizei für Sommer- und Ganzjahressportarten.

## Leben
Konitz begann im Alter von fünf Jahren mit dem Judosport. Nach der 6. Klasse wechselte sie auf ein Sportgymnasium. Als Jugendliche kämpfte sie noch in der Klasse bis 78 Kilogramm um dann als Aktive des deutschen Judobundes in die Schwergewichtsklasse und die Open-Kategorie zu wechseln.

## Erfolge
Konitz war drei Mal Europameisterin in den Klassen U17 (2002), U20 (2004 und 2005). Zudem wurde sie in der Altersklasse U 20 Vize-Weltmeisterin im Jahr 2004. 2008 bei den Judo-Europameisterschaften und bei den Judo-Europameisterschaften 2009 in Tiflis gewann sie jeweils die Bronzemedaille. Bei den Judo-Weltmeisterschaften 2009 erreichte sie Rang 5. Konitz war 5 Mal deutsche Meisterin in ihrer Klasse (2003 in Leipzig, 2010 und 2009 und 2008 in Bayreuth, 2007 in Neuhof).